# Symphlebia nigranalis
Symphlebia nigranalis är en fjärilsart som beskrevs av William Schaus 1915. Symphlebia nigranalis ingår i släktet Symphlebia och familjen björnspinnare. Inga underarter finns listade i Catalogue of Life.